# Kolonia Piaski (województwo świętokrzyskie)
Kolonia Piaski (dawn Piaski Kolonia, Piaski Nietuliskie) – wieś w Polsce, położona w województwie świętokrzyskim, w powiecie ostrowieckim, w gminie Kunów.
| SIMC    | Nazwa    | Rodzaj     |
| ------- | -------- | ---------- |
| 1018781 | Grabówka | przysiółek |

W latach 1975–1998 miejscowość administracyjnie należała do województwa kieleckiego.
Przez wieś przechodzi  niebieski szlak turystyczny z Łysej Góry do Pętkowic.